# Hello World (Information Society)
Hello World è il sesto album in studio del gruppo musicale statunitense Information Society, pubblicato il 23 settembre 2014.

## Tracce
1. Land of the Blind – 3:49
2. The Prize – 4:00
3. Where Were You – 3:51
4. Get Back – 4:09
5. Jonestown – 3:30
6. Dancing With Strangers – 4:35
7. Beautiful World (featuring Gerald Casale) – 3:32
8. Creatures of Light and Darkness – 4:26
9. Above and Below – 3:53
10. Let It Burn – 4:35
11. Tomorrow the World – 3:12